# Varig Log
Varig Logística S.A., que operaba como VarigLog, fue una aerolínea de carga brasileña con sede en São Paulo. Fue fundada en septiembre de 2000 como una subsidiaria de propiedad total de Varig. Suspendió todas sus operaciones el 1 de febrero de 2012 y el 27 de septiembre de 2012 fue declarada en quiebra.

## Destinos
A partir de marzo de 2011, VarigLog operó servicios programados a los siguientes destinos:
- Belém – Aeropuerto Internacional de Belém
- Brasilia – Aeropuerto Internacional Presidente Juscelino Kubitschek
- Campinas – Aeropuerto Internacional de Campinas
- Fortaleza – Aeropuerto Internacional Pinto Martins
- Manaus – Aeropuerto Internacional Eduardo Gomes
- Recife – Aeropuerto Internacional de Recife
- Salvador de Bahía – Aeropuerto Internacional Deputado Luís Eduardo Magalhães
- São Paulo – Aeropuerto Internacional de São Paulo-Guarulhos

## Flota

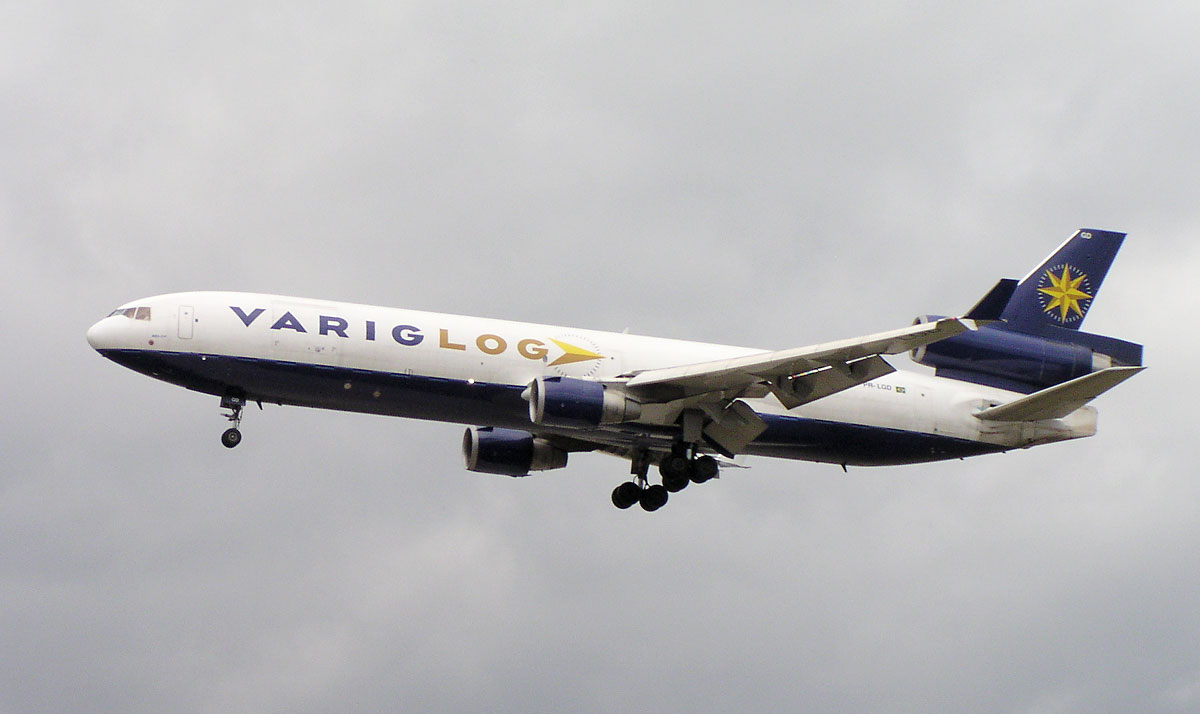
McDonnell Douglas MD-11F de VarigLog en aproximación a Frankfurt

A diciembre de 2011 la flota de VarigLog incluía las siguientes aeronaves:
| Aeronave        | Total | Órdenes | Notas |
| --------------- | ----- | ------- | ----- |
| Boeing 727-200F | 1     | –       |       |
| Boeing 737-400F | 2     | –       |       |
| Boeing 757-200F | 1     | –       |       |